# الکسی وروبیوف
اَلکسی وُروبیوف (روسی: Алексей Владимирович Воробьёв؛ زادهٔ ۱۹ ژانویهٔ ۱۹۸۸ (سن ۳۲)) خواننده و بازیگر اهل کشور روسیه است. نام هنری وی «اَلکس اِسپارو» می‌باشد.

## فیلمشناسی
از فیلم‌هایی که وی در آن نقش داشته است می‌توان به سه تفنگدار اشاره کرد.